# Pedicularis achilleifolia
Pedicularis achilleifolia là loài thực vật có hoa thuộc họ Cỏ chổi. Loài này được Stephan ex Willd. mô tả khoa học đầu tiên năm 1800.